# عباس بی‌لی، قزاق
برای روستای شهرستان ساعتلی به عباس‌بی‌لی مراجعه کنید.
عباس‌بی‌لی (به ترکی آذربایجانی: Abbasbəyli) یک منطقه مسکونی در جمهوری آذربایجان است که در شهرستان قزاق واقع شده است.